# الحوازة الغربية (لحوازة)
الحوازة الغربية هي إحدى مشيخات المملكة المغربية، تتبع جغرافيا لإقليم سطات وإداريًا للحوازة. يقدر عدد سكانها بـ 2415 نسمة حسب الإحصاء الرسمي للسكان والسكنى لسنة 2004.